# تاباكا
تاباكا هو مجمع بركاني من العصر الهولوسيني، ويقع في شمال تشيلي، بمنطقة أريكا وباريناكوتا، ويقع هذا المجمع في جبال الأنديز التشيلية، وهو جزء من المنطقة البركانية المركزية لحزام الأنديز البركاني، إحدى السلاسل البركانية الأربعة المميزة في أمريكا الجنوبية، وتقع مدينة بوتري عند سفح البركان الجنوبي الغربي.
تشكلت تاباكا نتيجة لاندساس صفيحة نازكا تحت صفيحة أمريكا الجنوبية مثل البراكين الأخرى في المنطقة البركانية المركزية، ويقع على الهامش الغربي من هضبة ألتيبلانو العالية، فوق وحدات بركانية ورسوبية أقدم، أساسًا، انفجر تاباكا من الداسيت في شكل من قباب الحمم البركانية، على الرغم من وجود بركان طبقي أنديسيتي أيضًا.
حدثت النشاطات البركانية في تاباكا على مراحل عدة بدأت خلال العصر البليو-البلايستوسيني، وكان وضع قباب الحمم البركانية يتبع غالبًا بانهيارها وتكوين انهيارات الكتل والرماد، وقد شهدت أجزاء من البركان انهيارات قطاعية (انزلاقات أرضية كبيرة). افترض العلماء في البداية أن النشاط قد انتهى خلال العصر البلايستوسيني، لكن حدثت ثورات بركانية متأخرة حتى قبل 2300 سنة؛ ويعود تاريخ أحدثها إلى 320 قبل الميلاد، وتراقب الخدمة الجيولوجية التشيلية البركان لأنه يشكل خطرًا على بوتري، لكن من الممكن أن تؤثر الانفجارات أيضًا على الطرق المحلية والمناطق وحتى شرقًا في بوليفيا.

## الاسم
يُعد مصطلح "تارا باكا" في لغة الأيمارا "النسر ذو الرأسين" أو "طائر الشتاء (الفريسة)"، ويعني في لغة كيتشوا "النسر الأنديزي"، ويُعرف أيضًا باسم "نيفادوس دي بوتري" وأحيانًا يُستخدم مصطلح "نيفادوس دي بوتري" للإشارة إلى المجمع البركاني و"تاباكا" إلى أعلى قممه، وقد يكون مصطلح تاباكا أيضًا هو أصل مصطلح تاراباكا وقد يكون اسمًا أيماريًا للإله المؤسس فيراكوتشا، من ناحية أخرى، يبدو أن كلمة "بوتري" تعني "صوت الماء الساقط" في الأيمارا.

## الجغرافيا والجيولوجيا
يقع تاباكا في مقاطعة باريناكوتا ضمن منطقة أريكا وباريناكوتا، وتشهد شمال تشيلي نشاطًا بركانيًا محدودًا موثقًا خلال العشرة آلاف سنة الماضية، إذ وُثّقت معظم الثورات البركانية في جوالاتيري ولاسكار وباريناكوتا، ويعتبر البركان الأول والأخير من هذه البراكين الثلاثة بالإضافة إلى بركان تاباكا نفسه جزءًا من منتزه لاوكا الوطني، ويمكن الوصول إلى بركان تاباكا من الطريق الدولي تامبو كيمادو - أريكا.

### الإعداد الإقليمي
يحدث النشاط البركاني في جبال الأنديز نتيجة لانغماس صفيحة نازكا وصفيحة أنتاركتيكا تحت صفيحة القارة القطبية الجنوبية في خندق بيرو-تشيلي، بمعدلات تتراوح بين 7–9 سنتيمتر سنويا (2.8–3.5 بوصة/سنة) و 2 سنتيمتر سنويا (0.8 بوصة/سنة)، على التوالي، هذه العملية تنتج سوائل تكون في النهاية مسؤولة عن تطور الصهارة المرتبطة بالانغمار عندما تتفاعل مع إسفين الوشاح فوق الصفيحة الغاطسة. هذه العملية الاندساسية لا تؤدي إلى نشاط بركاني في كل مكان؛ ففي الأماكن التي تكون فيها العملية أقل عمقًا (اندساس "الصفيحة المسطحة") لا توجد براكين نشطة حديثًا. لقد استمر النشاط البركاني في جبال الأنديز منذ حوالي 185 مليون سنة، مع تزايد حوالي 27 مليون سنة مضت عندما تفككت صفيحة فارالون، كان يُعتقد أن جبال الأنديز تحتوي على حوالي 178 بركانًا ذات نشاط في العصر الهولوسيني وذلك خلال عام 1994، منها 60 بركانًا يُفترض أنها كانت نشطة خلال الفترة التاريخية.

### الإعداد المحلي
تعد تاباكا جزءًا من المنطقة البركانية المركزية في جبال الأنديز، والتي تُشكل مع المنطقة البركانية الشمالية والمنطقة البركانية الجنوبية والمنطقة البركانية الأسترالية، واحدة من أربع حزم بركانية في جبال الأنديز؛ تفصل بين هذه الأحزمة البركانية مناطق لم تشهد أي نشاط بركاني حديث. تضم المنطقة البركانية المركزية حوالي 44 بركانًا نشطًا بالإضافة إلى عدة مراكز أخرى تشمل كالديرا والحقول البركانية الأخرى وتشكيلات الإغنيمبريت. غالبًا ما تكون البراكين القديمة محفوظة جيدًا بفضل المناخ الجاف. تتميز هذه المنطقة البركانية بأعلى البراكين في العالم، إذ تصل الارتفاعات هنا إلى ما بين 5,000–7,000 متر (16,000–23,000 قدم). وقع أكبر ثوران بركاني تاريخي في المنطقة البركانية المركزية في هواينابوتينا في عام 1600، ويعتبر بركان لاسكار أنشط بركان في المنطقة؛ وإلا فإن تسجيل النشاط البركاني محدود لأن معظم الهياكل البركانية بعيدة عن الأماكن المأهولة بالسكان.
يقع تاباكا على الهامش الغربي ألتيبلانو، إذ تطورت سلسلة الكورديليرا الغربية منذ العصر الأوليجوسيني، وتتكون القاعدة الصخرية تحت البركان من عدة تكوينات بركانية رئيسية، بما في ذلك تكوينات لوبيكا البركانية وتكوينات هوايلاس الرسوبية وإغنيمبريت لاوكا الذي يعود تاريخه إلى 2.72 مليون سنة؛ وهذه القاعدة تعود إلى عصر الأوليجوسين إلى البليوسين. في بعض الأماكن، تظهر قاعدة من العصر البروتيروزوي المكون من الأمفيبوليت والنايس والسربنتينيت، وتقع البراكين كوندوريري، بوميرابي، لارانكاغوا، وباريناكوتا إلى الشرق من تاباكا. تخضع المنطقة المحيطة بالبركان لعمليات التكتونية الانقباضية، مع وجود صدع دفعي يمر بالقرب منها، ولكن العلاقة بين هذه العمليات وبركانية تاباكا ليست واضحة.

### بركان

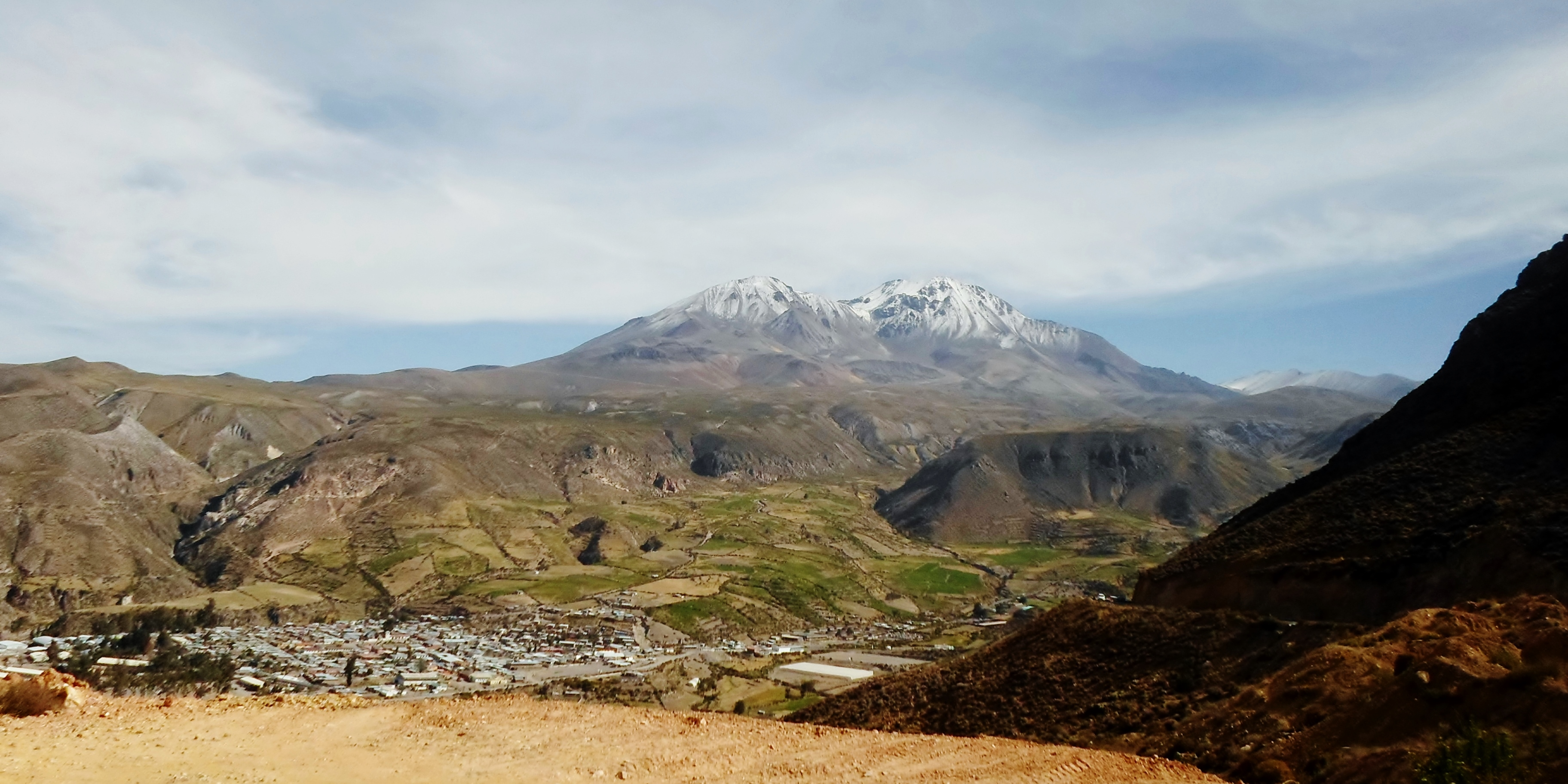
يبرز تاباكا فوق بوتري.

يصل ارتفاع جبل تاباكا إلى 5,860 متر (19,230 قدم) فوق مستوى سطح البحر وهي عبارة عن مجمع بركاني يمتد من الغرب إلى الشرق؛ تقع لارانكاجوا شرق تاباكا مباشرة. يتكون بشكل أساسي من العديد من قباب الحمم المتداخلة، ذات أشكال تتراوح من شبه البيضاوي إلى الدائري. تعتبر تدفقات الحمم البركانية نادرة. لقد أنتج البركان طبقة من رواسب تدفقات الكتل والرماد خاصة على الجوانب الغربية والجنوبية الغربية والشرقية، والتي ملأت الوديان، ويوجد أيضًا بركان طبقي أنديسيتي، ويبلغ الحجم الإجمالي للمبنى حوالي 35 كيلومتر مكعب (8.4 ميل3). تغطي المواد البركانية مساحة تبلغ 250 كيلومتر مربع (97 ميل2).
يصل ارتفاع جبل تاباكا إلى 5,860 متر (19,230 قدم) فوق مستوى سطح البحر ويُعد مجمعًا بركانيًا يمتد من الغرب إلى الشرق؛ يقع لارانكاغوا مباشرة إلى الشرق من تاباكا، ويتألف بشكل رئيسي من العديد من القباب البركانية المتداخلة، والتي تتراوح أشكالها من شبه بيضاوية إلى دائرية. تُعد تدفقات الحمم البركانية نادرة، وأنتج البركان سجادة من ترسبات تدفق الكتل والرماد، وخصوصًا على الجوانب الغربية والجنوبية الغربية والشرقية، مما أدى إلى ملء الوديان. كما يوجد بركان طبقي أنديسيتي، ويبلغ الحجم الكلي للبركان حوالي 35 كيلومترًا مكعبًا (8.4 ميلًا مكعبًا). تغطي المواد البركانية مساحة قدرها 250 كيلومتر مربع (97 ميل2).
يبدأ وادي ينحني بشكل ساعة شمال القمة مباشرةً حتى يفتح جنوبًا غربًا على سفوح البركان، ويحد من الجانب المقابل للقمة بسلسلة جبلية تتجه أيضًا بشكل ساعة، ويتم تصريف هذا الوادي بواسطة جدول كويبرادا باكولو. تشكّلت القمة الرئيسية بواسطة قبة تعود إلى العصر الهولوسيني، بينما تقع قبة من العصر البليستوسين المتأخر (المعروفة باسم وحدة سوكابافي) غرب القمة الرئيسية مباشرةً.
تُغطى منطقة تاباكا عادة بالثلوج، ولكنها لا تحتوي على أنهار جليدية باستثناء الأنهار الجليدية الكتلية، ووُصفت الركامات بأنها إما ضعيفة التطور أو جيدة التطور مع ست مراحل منفصلة،
إذ تقع أدنى هذه المراحل على ارتفاع 4,250 متر (13,940 قدم) على المنحدرات الغربية. كما أُبلغ عن وجود وديان تعرضت للتآكل الجليدي؛ نزل نهران جليديان في الماضي على المنحدرات الغربية لتاباكا بينما تطورت أربعة أنهار جليدية بين تاباكا ولارانكاغوا، وتصرفت جنوبًا. يُعد البركان مصدر نهر للوتا، الذي تبدأ مياهه من الجبل ومن ثم يتدفق عبر وادي يمتد من الشمال إلى الجنوب غرب البركان. تصرف كويبرادا ألاني السفح الشمالي غربًا إلى نهر للوتا؛ تصرف أجزاء من الجبل إلى حوض نهر لاوكا شرقًا، وتقع بوتري، البلدة الرئيسية في جبال ألتيبلانو الشمالي لتشيلي، جنوب غرب تاباكا.

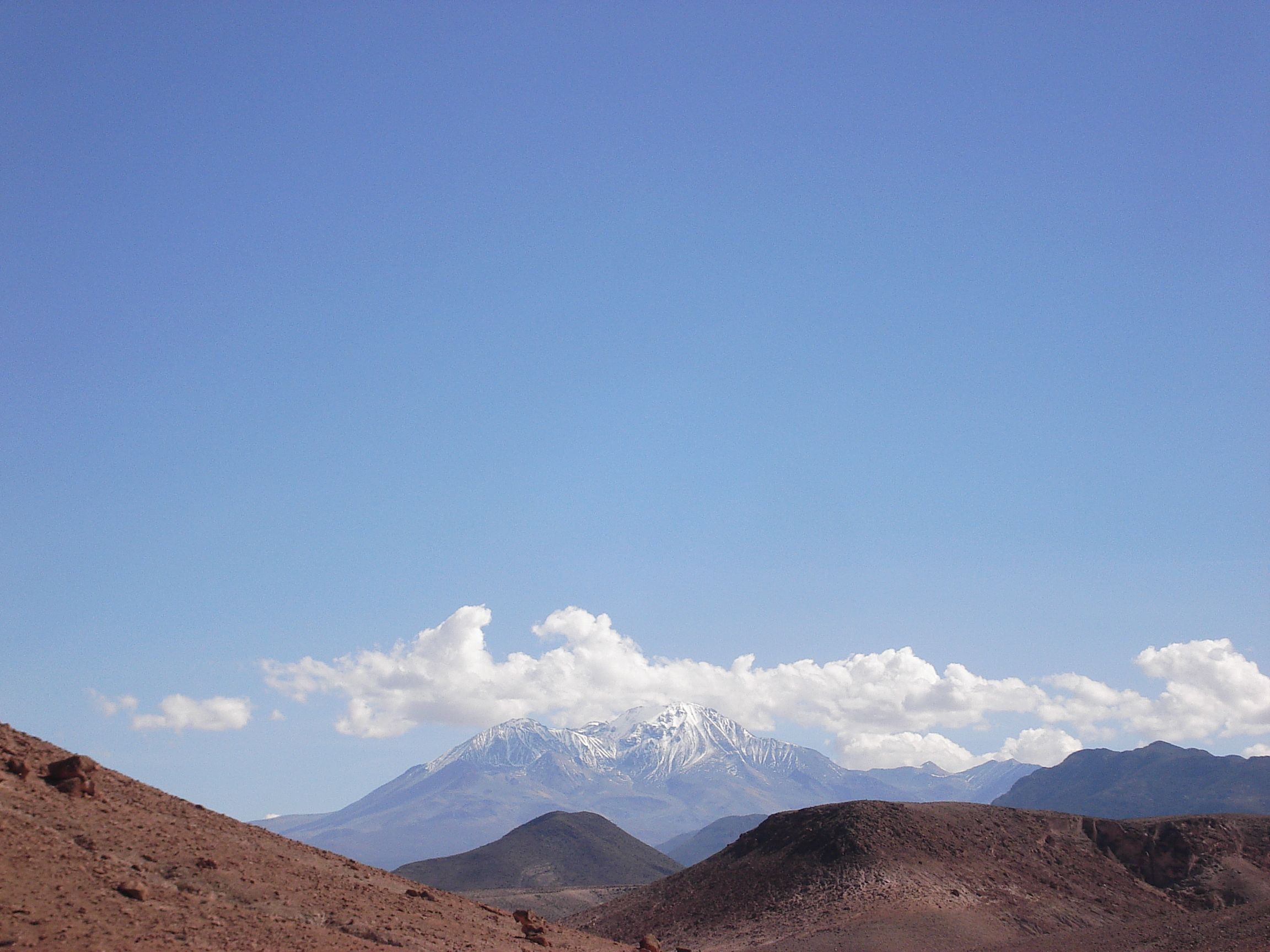
المناظر الطبيعية في المنطقة؛ تاباكا هي الجبلان المغطيان بالثلوج

## المناخ والبيولوجيا
تقع تاباكا في منطقة ذات مناخ جبلي استوائي، إذ تتسع الفروقات اليومية في درجات الحرارة بشكل كبير، ويمكن أن يحدث صقيع ليلاً طوال العام؛ تتراوح درجات الحرارة بين 0–20 °م (32–68 °ف). على عكس معظم مناطق تشيلي، تحدث الأمطار بشكل رئيسي خلال الصيف، مع حدوث تساقط للثلوج أحيانًا خلال يونيو ويوليو؛ ومع ذلك، فإن المناخ قاحل إلى حد كبير، لذا لا تنتشر النباتات بكثرة.
يتكون الغطاء النباتي على الجانب الجنوبي من تاباكا أساسًا من الأدغال والأراضي العشبية البونية، والتي تتحول إلى أراضي شجيرية أكثر اتساعًا نحو الغرب. توجد أيضًا نباتات الوسادة مثل أزوريلا كومباكتا اللافتة للنظر وغابات بوليليبس، إلى جانب الأراضي الرطبة المعروفة باسم بوفيداليس. كانت الغابات أكثر شيوعًا في المنطقة في الماضي.

## النشاط البركاني
كان يُعتقد في الأصل أن تاباكا كان نشطًا خلال الـ 1.5 مليون سنة الماضية خلال ثلاث مراحل بركانية. حُدّدت مرحلة رابعة لاحقًا، وفُسِّرت بعض الصخور على أنها تسبق 1.5 مليون سنة. تكونت الثورات البركانية في تاباكا من ثورات لقباب الحمم البركانية والنشاط الانفجاري مع انهيارات من الكتل والرماد، والتي تحدث عندما تنهار قباب الحمم، كما لوحظ في التاريخ المعاصر في براكين سوفريير هيلز وأونزن، على الرغم من أن هذه الأحداث كانت أصغر بكثير من الحلقات المعاد تشكيلها في تاباكا. وقد حدثت ثورة واحدة تحت البلاينية فقط في تاباكا، ولم تكن ودائع سقوط الرماد واسعة الانتشار. تحركت النشاطات البركانية من 4–5 كيلومتر (2.5–3.1 ميل) جنوبًا جنوب غربيًا عبر تاريخ تاباكا، مع تركز النشاط في قمة الهيكل.